# Noodcommunicatievoorziening
De NoodCommunicatieVoorziening (afgekort NCV) is de opvolger van het Nationaal Noodnet in Nederland. Het NCV is een telecommunicatienetwerk dat specifiek bedoeld is voor gebruik door overheid en hulpdiensten tijdens een ramp of crisis als het reguliere openbare telefoonnet geheel overbelast raakt of uitvalt. Het netwerk moet daarom robuust genoeg zijn om ook bruikbaar te zijn in situaties van stroomuitval, overstroming en andere omstandigheden.
De NCV staat los van het C2000-netwerk dat bedoeld is voor radioverkeer van de hulpdiensten. Alle aansluitingen van het Nationaal Noodnet moesten voor 31 december 2011 overgezet zijn op de NCV.

## Eigendom
De NCV wordt opgezet door het Ministerie van Justitie en Veiligheid en wordt geleverd door KPN waarbij Logius optreedt als gedelegeerd opdrachtgever. De aanbesteding van de opdracht is inmiddels afgerond.

## Mogelijkheden
Het NCV werkt op basis van IP-technologie. Hierdoor is naast het gewone spraakverkeer ook beeld mogelijk voor bijvoorbeeld beeldbellen of videoconferencing.
Een andere nieuwe mogelijkheid ten opzichte van het Nationaal Noodnet is de mogelijkheid om mobiel te bellen. Gebruikers krijgen dan prioriteit binnen het bestaande GSM-netwerk van KPN, het aantal gebruikers wordt wel beperkt tot slechts één mobiele aansluiting per vaste aansluiting op het NCV.
Vanaf eind 2011 biedt de NCV ook een communicatiemogelijkheid voor NL-Alert.